# Unicodeblock Griechisch, Zusatz
Der Unicodeblock Griechisch, Zusatz (Greek Extended, U+1F00 bis U+1FFF) enthält vorgefertigte Zeichen für die polytonische Orthographie des griechischen Alphabets. Die Buchstaben ohne diakritische Zeichen befinden sich im Unicodeblock Griechisch und Koptisch (U+0370–U+03FF).
| Unicodenummer | Zeichen (400 %) | Kategorie                                        | Bidirektionale Klasse     | Offizielle Bezeichnung                                                   | Beschreibung                                                               |
| ------------- | --------------- | ------------------------------------------------ | ------------------------- | ------------------------------------------------------------------------ | -------------------------------------------------------------------------- |
| U+1F00 (7936) | ἀ               | Kleinbuchstabe                                   | links nach rechts         | GREEK SMALL LETTER ALPHA WITH PSILI                                      | Griechischer Kleinbuchstabe Alpha mit Psili                                |
| U+1F01 (7937) | ἁ               | Kleinbuchstabe                                   | links nach rechts         | GREEK SMALL LETTER ALPHA WITH DASIA                                      | Griechischer Kleinbuchstabe Alpha mit Dasia                                |
| U+1F02 (7938) | ἂ               | Kleinbuchstabe                                   | links nach rechts         | GREEK SMALL LETTER ALPHA WITH PSILI AND VARIA                            | Griechischer Kleinbuchstabe Alpha mit Psili und Varia                      |
| U+1F03 (7939) | ἃ               | Kleinbuchstabe                                   | links nach rechts         | GREEK SMALL LETTER ALPHA WITH DASIA AND VARIA                            | Griechischer Kleinbuchstabe Alpha mit Dasia und Varia                      |
| U+1F04 (7940) | ἄ               | Kleinbuchstabe                                   | links nach rechts         | GREEK SMALL LETTER ALPHA WITH PSILI AND OXIA                             | Griechischer Kleinbuchstabe Alpha mit Psili und Oxia                       |
| U+1F05 (7941) | ἅ               | Kleinbuchstabe                                   | links nach rechts         | GREEK SMALL LETTER ALPHA WITH DASIA AND OXIA                             | Griechischer Kleinbuchstabe Alpha mit Dasia und Oxia                       |
| U+1F06 (7942) | ἆ               | Kleinbuchstabe                                   | links nach rechts         | GREEK SMALL LETTER ALPHA WITH PSILI AND PERISPOMENI                      | Griechischer Kleinbuchstabe Alpha mit Psili und Perispomeni                |
| U+1F07 (7943) | ἇ               | Kleinbuchstabe                                   | links nach rechts         | GREEK SMALL LETTER ALPHA WITH DASIA AND PERISPOMENI                      | Griechischer Kleinbuchstabe Alpha mit Dasia und Perispomeni                |
| U+1F08 (7944) | Ἀ               | Großbuchstabe                                    | links nach rechts         | GREEK CAPITAL LETTER ALPHA WITH PSILI                                    | Griechischer Großbuchstabe Alpha mit Psili                                 |
| U+1F09 (7945) | Ἁ               | Großbuchstabe                                    | links nach rechts         | GREEK CAPITAL LETTER ALPHA WITH DASIA                                    | Griechischer Großbuchstabe Alpha mit Dasia                                 |
| U+1F0A (7946) | Ἂ               | Großbuchstabe                                    | links nach rechts         | GREEK CAPITAL LETTER ALPHA WITH PSILI AND VARIA                          | Griechischer Großbuchstabe Alpha mit Psili und Varia                       |
| U+1F0B (7947) | Ἃ               | Großbuchstabe                                    | links nach rechts         | GREEK CAPITAL LETTER ALPHA WITH DASIA AND VARIA                          | Griechischer Großbuchstabe Alpha mit Dasia und Varia                       |
| U+1F0C (7948) | Ἄ               | Großbuchstabe                                    | links nach rechts         | GREEK CAPITAL LETTER ALPHA WITH PSILI AND OXIA                           | Griechischer Großbuchstabe Alpha mit Psili und Oxia                        |
| U+1F0D (7949) | Ἅ               | Großbuchstabe                                    | links nach rechts         | GREEK CAPITAL LETTER ALPHA WITH DASIA AND OXIA                           | Griechischer Großbuchstabe Alpha mit Dasia und Oxia                        |
| U+1F0E (7950) | Ἆ               | Großbuchstabe                                    | links nach rechts         | GREEK CAPITAL LETTER ALPHA WITH PSILI AND PERISPOMENI                    | Griechischer Großbuchstabe Alpha mit Psili und Perispomeni                 |
| U+1F0F (7951) | Ἇ               | Großbuchstabe                                    | links nach rechts         | GREEK CAPITAL LETTER ALPHA WITH DASIA AND PERISPOMENI                    | Griechischer Großbuchstabe Alpha mit Dasia und Perispomeni                 |
| U+1F10 (7952) | ἐ               | Kleinbuchstabe                                   | links nach rechts         | GREEK SMALL LETTER EPSILON WITH PSILI                                    | Griechischer Kleinbuchstabe Epsilon mit Psili                              |
| U+1F11 (7953) | ἑ               | Kleinbuchstabe                                   | links nach rechts         | GREEK SMALL LETTER EPSILON WITH DASIA                                    | Griechischer Kleinbuchstabe Epsilon mit Dasia                              |
| U+1F12 (7954) | ἒ               | Kleinbuchstabe                                   | links nach rechts         | GREEK SMALL LETTER EPSILON WITH PSILI AND VARIA                          | Griechischer Kleinbuchstabe Epsilon mit Psili und Varia                    |
| U+1F13 (7955) | ἓ               | Kleinbuchstabe                                   | links nach rechts         | GREEK SMALL LETTER EPSILON WITH DASIA AND VARIA                          | Griechischer Kleinbuchstabe Epsilon mit Dasia und Varia                    |
| U+1F14 (7956) | ἔ               | Kleinbuchstabe                                   | links nach rechts         | GREEK SMALL LETTER EPSILON WITH PSILI AND OXIA                           | Griechischer Kleinbuchstabe Epsilon mit Psili und Oxia                     |
| U+1F15 (7957) | ἕ               | Kleinbuchstabe                                   | links nach rechts         | GREEK SMALL LETTER EPSILON WITH DASIA AND OXIA                           | Griechischer Kleinbuchstabe Epsilon mit Dasia und Oxia                     |
| U+1F18 (7960) | Ἐ               | Großbuchstabe                                    | links nach rechts         | GREEK CAPITAL LETTER EPSILON WITH PSILI                                  | Griechischer Großbuchstabe Epsilon mit Psili                               |
| U+1F19 (7961) | Ἑ               | Großbuchstabe                                    | links nach rechts         | GREEK CAPITAL LETTER EPSILON WITH DASIA                                  | Griechischer Großbuchstabe Epsilon mit Dasia                               |
| U+1F1A (7962) | Ἒ               | Großbuchstabe                                    | links nach rechts         | GREEK CAPITAL LETTER EPSILON WITH PSILI AND VARIA                        | Griechischer Großbuchstabe Epsilon mit Psili und Varia                     |
| U+1F1B (7963) | Ἓ               | Großbuchstabe                                    | links nach rechts         | GREEK CAPITAL LETTER EPSILON WITH DASIA AND VARIA                        | Griechischer Großbuchstabe Epsilon mit Dasia und Varia                     |
| U+1F1C (7964) | Ἔ               | Großbuchstabe                                    | links nach rechts         | GREEK CAPITAL LETTER EPSILON WITH PSILI AND OXIA                         | Griechischer Großbuchstabe Epsilon mit Psili und Oxia                      |
| U+1F1D (7965) | Ἕ               | Großbuchstabe                                    | links nach rechts         | GREEK CAPITAL LETTER EPSILON WITH DASIA AND OXIA                         | Griechischer Großbuchstabe Epsilon mit Dasia und Oxia                      |
| U+1F20 (7968) | ἠ               | Kleinbuchstabe                                   | links nach rechts         | GREEK SMALL LETTER ETA WITH PSILI                                        | Griechischer Kleinbuchstabe Eta mit Psili                                  |
| U+1F21 (7969) | ἡ               | Kleinbuchstabe                                   | links nach rechts         | GREEK SMALL LETTER ETA WITH DASIA                                        | Griechischer Kleinbuchstabe Eta mit Dasia                                  |
| U+1F22 (7970) | ἢ               | Kleinbuchstabe                                   | links nach rechts         | GREEK SMALL LETTER ETA WITH PSILI AND VARIA                              | Griechischer Kleinbuchstabe Eta mit Psili und Varia                        |
| U+1F23 (7971) | ἣ               | Kleinbuchstabe                                   | links nach rechts         | GREEK SMALL LETTER ETA WITH DASIA AND VARIA                              | Griechischer Kleinbuchstabe Eta mit Dasia und Varia                        |
| U+1F24 (7972) | ἤ               | Kleinbuchstabe                                   | links nach rechts         | GREEK SMALL LETTER ETA WITH PSILI AND OXIA                               | Griechischer Kleinbuchstabe Eta mit Psili und Oxia                         |
| U+1F25 (7973) | ἥ               | Kleinbuchstabe                                   | links nach rechts         | GREEK SMALL LETTER ETA WITH DASIA AND OXIA                               | Griechischer Kleinbuchstabe Eta mit Dasia und Oxia                         |
| U+1F26 (7974) | ἦ               | Kleinbuchstabe                                   | links nach rechts         | GREEK SMALL LETTER ETA WITH PSILI AND PERISPOMENI                        | Griechischer Kleinbuchstabe Eta mit Psili und Perispomeni                  |
| U+1F27 (7975) | ἧ               | Kleinbuchstabe                                   | links nach rechts         | GREEK SMALL LETTER ETA WITH DASIA AND PERISPOMENI                        | Griechischer Kleinbuchstabe Eta mit Dasia und Perispomeni                  |
| U+1F28 (7976) | Ἠ               | Großbuchstabe                                    | links nach rechts         | GREEK CAPITAL LETTER ETA WITH PSILI                                      | Griechischer Großbuchstabe Eta mit Psili                                   |
| U+1F29 (7977) | Ἡ               | Großbuchstabe                                    | links nach rechts         | GREEK CAPITAL LETTER ETA WITH DASIA                                      | Griechischer Großbuchstabe Eta mit Dasia                                   |
| U+1F2A (7978) | Ἢ               | Großbuchstabe                                    | links nach rechts         | GREEK CAPITAL LETTER ETA WITH PSILI AND VARIA                            | Griechischer Großbuchstabe Eta mit Psili und Varia                         |
| U+1F2B (7979) | Ἣ               | Großbuchstabe                                    | links nach rechts         | GREEK CAPITAL LETTER ETA WITH DASIA AND VARIA                            | Griechischer Großbuchstabe Eta mit Dasia und Varia                         |
| U+1F2C (7980) | Ἤ               | Großbuchstabe                                    | links nach rechts         | GREEK CAPITAL LETTER ETA WITH PSILI AND OXIA                             | Griechischer Großbuchstabe Eta mit Psili und Oxia                          |
| U+1F2D (7981) | Ἥ               | Großbuchstabe                                    | links nach rechts         | GREEK CAPITAL LETTER ETA WITH DASIA AND OXIA                             | Griechischer Großbuchstabe Eta mit Dasia und Oxia                          |
| U+1F2E (7982) | Ἦ               | Großbuchstabe                                    | links nach rechts         | GREEK CAPITAL LETTER ETA WITH PSILI AND PERISPOMENI                      | Griechischer Großbuchstabe Eta mit Psili und Perispomeni                   |
| U+1F2F (7983) | Ἧ               | Großbuchstabe                                    | links nach rechts         | GREEK CAPITAL LETTER ETA WITH DASIA AND PERISPOMENI                      | Griechischer Großbuchstabe Eta mit Dasia und Perispomeni                   |
| U+1F30 (7984) | ἰ               | Kleinbuchstabe                                   | links nach rechts         | GREEK SMALL LETTER IOTA WITH PSILI                                       | Griechischer Kleinbuchstabe Iota mit Psili                                 |
| U+1F31 (7985) | ἱ               | Kleinbuchstabe                                   | links nach rechts         | GREEK SMALL LETTER IOTA WITH DASIA                                       | Griechischer Kleinbuchstabe Iota mit Dasia                                 |
| U+1F32 (7986) | ἲ               | Kleinbuchstabe                                   | links nach rechts         | GREEK SMALL LETTER IOTA WITH PSILI AND VARIA                             | Griechischer Kleinbuchstabe Iota mit Psili und Varia                       |
| U+1F33 (7987) | ἳ               | Kleinbuchstabe                                   | links nach rechts         | GREEK SMALL LETTER IOTA WITH DASIA AND VARIA                             | Griechischer Kleinbuchstabe Iota mit Dasia und Varia                       |
| U+1F34 (7988) | ἴ               | Kleinbuchstabe                                   | links nach rechts         | GREEK SMALL LETTER IOTA WITH PSILI AND OXIA                              | Griechischer Kleinbuchstabe Iota mit Psili und Oxia                        |
| U+1F35 (7989) | ἵ               | Kleinbuchstabe                                   | links nach rechts         | GREEK SMALL LETTER IOTA WITH DASIA AND OXIA                              | Griechischer Kleinbuchstabe Iota mit Dasia und Oxia                        |
| U+1F36 (7990) | ἶ               | Kleinbuchstabe                                   | links nach rechts         | GREEK SMALL LETTER IOTA WITH PSILI AND PERISPOMENI                       | Griechischer Kleinbuchstabe Iota mit Psili und Perispomeni                 |
| U+1F37 (7991) | ἷ               | Kleinbuchstabe                                   | links nach rechts         | GREEK SMALL LETTER IOTA WITH DASIA AND PERISPOMENI                       | Griechischer Kleinbuchstabe Iota mit Dasia und Perispomeni                 |
| U+1F38 (7992) | Ἰ               | Großbuchstabe                                    | links nach rechts         | GREEK CAPITAL LETTER IOTA WITH PSILI                                     | Griechischer Großbuchstabe Iota mit Psili                                  |
| U+1F39 (7993) | Ἱ               | Großbuchstabe                                    | links nach rechts         | GREEK CAPITAL LETTER IOTA WITH DASIA                                     | Griechischer Großbuchstabe Iota mit Dasia                                  |
| U+1F3A (7994) | Ἲ               | Großbuchstabe                                    | links nach rechts         | GREEK CAPITAL LETTER IOTA WITH PSILI AND VARIA                           | Griechischer Großbuchstabe Iota mit Psili und Varia                        |
| U+1F3B (7995) | Ἳ               | Großbuchstabe                                    | links nach rechts         | GREEK CAPITAL LETTER IOTA WITH DASIA AND VARIA                           | Griechischer Großbuchstabe Iota mit Dasia und Varia                        |
| U+1F3C (7996) | Ἴ               | Großbuchstabe                                    | links nach rechts         | GREEK CAPITAL LETTER IOTA WITH PSILI AND OXIA                            | Griechischer Großbuchstabe Iota mit Psili und Oxia                         |
| U+1F3D (7997) | Ἵ               | Großbuchstabe                                    | links nach rechts         | GREEK CAPITAL LETTER IOTA WITH DASIA AND OXIA                            | Griechischer Großbuchstabe Iota mit Dasia und Oxia                         |
| U+1F3E (7998) | Ἶ               | Großbuchstabe                                    | links nach rechts         | GREEK CAPITAL LETTER IOTA WITH PSILI AND PERISPOMENI                     | Griechischer Großbuchstabe Iota mit Psili und Perispomeni                  |
| U+1F3F (7999) | Ἷ               | Großbuchstabe                                    | links nach rechts         | GREEK CAPITAL LETTER IOTA WITH DASIA AND PERISPOMENI                     | Griechischer Großbuchstabe Iota mit Dasia und Perispomeni                  |
| U+1F40 (8000) | ὀ               | Kleinbuchstabe                                   | links nach rechts         | GREEK SMALL LETTER OMICRON WITH PSILI                                    | Griechischer Kleinbuchstabe Omikron mit Psili                              |
| U+1F41 (8001) | ὁ               | Kleinbuchstabe                                   | links nach rechts         | GREEK SMALL LETTER OMICRON WITH DASIA                                    | Griechischer Kleinbuchstabe Omikron mit Dasia                              |
| U+1F42 (8002) | ὂ               | Kleinbuchstabe                                   | links nach rechts         | GREEK SMALL LETTER OMICRON WITH PSILI AND VARIA                          | Griechischer Kleinbuchstabe Omikron mit Psili und Varia                    |
| U+1F43 (8003) | ὃ               | Kleinbuchstabe                                   | links nach rechts         | GREEK SMALL LETTER OMICRON WITH DASIA AND VARIA                          | Griechischer Kleinbuchstabe Omikron mit Dasia und Varia                    |
| U+1F44 (8004) | ὄ               | Kleinbuchstabe                                   | links nach rechts         | GREEK SMALL LETTER OMICRON WITH PSILI AND OXIA                           | Griechischer Kleinbuchstabe Omikron mit Psili und Oxia                     |
| U+1F45 (8005) | ὅ               | Kleinbuchstabe                                   | links nach rechts         | GREEK SMALL LETTER OMICRON WITH DASIA AND OXIA                           | Griechischer Kleinbuchstabe Omikron mit Dasia und Oxia                     |
| U+1F48 (8008) | Ὀ               | Großbuchstabe                                    | links nach rechts         | GREEK CAPITAL LETTER OMICRON WITH PSILI                                  | Griechischer Großbuchstabe Omikron mit Psili                               |
| U+1F49 (8009) | Ὁ               | Großbuchstabe                                    | links nach rechts         | GREEK CAPITAL LETTER OMICRON WITH DASIA                                  | Griechischer Großbuchstabe Omikron mit Dasia                               |
| U+1F4A (8010) | Ὂ               | Großbuchstabe                                    | links nach rechts         | GREEK CAPITAL LETTER OMICRON WITH PSILI AND VARIA                        | Griechischer Großbuchstabe Omikron mit Psili und Varia                     |
| U+1F4B (8011) | Ὃ               | Großbuchstabe                                    | links nach rechts         | GREEK CAPITAL LETTER OMICRON WITH DASIA AND VARIA                        | Griechischer Großbuchstabe Omikron mit Dasia und Varia                     |
| U+1F4C (8012) | Ὄ               | Großbuchstabe                                    | links nach rechts         | GREEK CAPITAL LETTER OMICRON WITH PSILI AND OXIA                         | Griechischer Großbuchstabe Omikron mit Psili und Oxia                      |
| U+1F4D (8013) | Ὅ               | Großbuchstabe                                    | links nach rechts         | GREEK CAPITAL LETTER OMICRON WITH DASIA AND OXIA                         | Griechischer Großbuchstabe Omikron mit Dasia und Oxia                      |
| U+1F50 (8016) | ὐ               | Kleinbuchstabe                                   | links nach rechts         | GREEK SMALL LETTER UPSILON WITH PSILI                                    | Griechischer Kleinbuchstabe Ypsilon mit Psili                              |
| U+1F51 (8017) | ὑ               | Kleinbuchstabe                                   | links nach rechts         | GREEK SMALL LETTER UPSILON WITH DASIA                                    | Griechischer Kleinbuchstabe Ypsilon mit Dasia                              |
| U+1F52 (8018) | ὒ               | Kleinbuchstabe                                   | links nach rechts         | GREEK SMALL LETTER UPSILON WITH PSILI AND VARIA                          | Griechischer Kleinbuchstabe Ypsilon mit Psili und Varia                    |
| U+1F53 (8019) | ὓ               | Kleinbuchstabe                                   | links nach rechts         | GREEK SMALL LETTER UPSILON WITH DASIA AND VARIA                          | Griechischer Kleinbuchstabe Ypsilon mit Dasia und Varia                    |
| U+1F54 (8020) | ὔ               | Kleinbuchstabe                                   | links nach rechts         | GREEK SMALL LETTER UPSILON WITH PSILI AND OXIA                           | Griechischer Kleinbuchstabe Ypsilon mit Psili und Oxia                     |
| U+1F55 (8021) | ὕ               | Kleinbuchstabe                                   | links nach rechts         | GREEK SMALL LETTER UPSILON WITH DASIA AND OXIA                           | Griechischer Kleinbuchstabe Ypsilon mit Dasia und Oxia                     |
| U+1F56 (8022) | ὖ               | Kleinbuchstabe                                   | links nach rechts         | GREEK SMALL LETTER UPSILON WITH PSILI AND PERISPOMENI                    | Griechischer Kleinbuchstabe Ypsilon mit Psili und Perispomeni              |
| U+1F57 (8023) | ὗ               | Kleinbuchstabe                                   | links nach rechts         | GREEK SMALL LETTER UPSILON WITH DASIA AND PERISPOMENI                    | Griechischer Kleinbuchstabe Ypsilon mit Dasia und Perispomeni              |
| U+1F59 (8025) | Ὑ               | Großbuchstabe                                    | links nach rechts         | GREEK CAPITAL LETTER UPSILON WITH DASIA                                  | Griechischer Großbuchstabe Ypsilon mit Dasia                               |
| U+1F5B (8027) | Ὓ               | Großbuchstabe                                    | links nach rechts         | GREEK CAPITAL LETTER UPSILON WITH DASIA AND VARIA                        | Griechischer Großbuchstabe Ypsilon mit Dasia und Varia                     |
| U+1F5D (8029) | Ὕ               | Großbuchstabe                                    | links nach rechts         | GREEK CAPITAL LETTER UPSILON WITH DASIA AND OXIA                         | Griechischer Großbuchstabe Ypsilon mit Dasia und Oxia                      |
| U+1F5F (8031) | Ὗ               | Großbuchstabe                                    | links nach rechts         | GREEK CAPITAL LETTER UPSILON WITH DASIA AND PERISPOMENI                  | Griechischer Großbuchstabe Ypsilon mit Dasia und Perispomeni               |
| U+1F60 (8032) | ὠ               | Kleinbuchstabe                                   | links nach rechts         | GREEK SMALL LETTER OMEGA WITH PSILI                                      | Griechischer Kleinbuchstabe Omega mit Psili                                |
| U+1F61 (8033) | ὡ               | Kleinbuchstabe                                   | links nach rechts         | GREEK SMALL LETTER OMEGA WITH DASIA                                      | Griechischer Kleinbuchstabe Omega mit Dasia                                |
| U+1F62 (8034) | ὢ               | Kleinbuchstabe                                   | links nach rechts         | GREEK SMALL LETTER OMEGA WITH PSILI AND VARIA                            | Griechischer Kleinbuchstabe Omega mit Psili und Varia                      |
| U+1F63 (8035) | ὣ               | Kleinbuchstabe                                   | links nach rechts         | GREEK SMALL LETTER OMEGA WITH DASIA AND VARIA                            | Griechischer Kleinbuchstabe Omega mit Dasia und Varia                      |
| U+1F64 (8036) | ὤ               | Kleinbuchstabe                                   | links nach rechts         | GREEK SMALL LETTER OMEGA WITH PSILI AND OXIA                             | Griechischer Kleinbuchstabe Omega mit Psili und Oxia                       |
| U+1F65 (8037) | ὥ               | Kleinbuchstabe                                   | links nach rechts         | GREEK SMALL LETTER OMEGA WITH DASIA AND OXIA                             | Griechischer Kleinbuchstabe Omega mit Dasia und Oxia                       |
| U+1F66 (8038) | ὦ               | Kleinbuchstabe                                   | links nach rechts         | GREEK SMALL LETTER OMEGA WITH PSILI AND PERISPOMENI                      | Griechischer Kleinbuchstabe Omega mit Psili und Perispomeni                |
| U+1F67 (8039) | ὧ               | Kleinbuchstabe                                   | links nach rechts         | GREEK SMALL LETTER OMEGA WITH DASIA AND PERISPOMENI                      | Griechischer Kleinbuchstabe Omega mit Dasia und Perispomeni                |
| U+1F68 (8040) | Ὠ               | Großbuchstabe                                    | links nach rechts         | GREEK CAPITAL LETTER OMEGA WITH PSILI                                    | Griechischer Großbuchstabe Omega mit Psili                                 |
| U+1F69 (8041) | Ὡ               | Großbuchstabe                                    | links nach rechts         | GREEK CAPITAL LETTER OMEGA WITH DASIA                                    | Griechischer Großbuchstabe Omega mit Dasia                                 |
| U+1F6A (8042) | Ὢ               | Großbuchstabe                                    | links nach rechts         | GREEK CAPITAL LETTER OMEGA WITH PSILI AND VARIA                          | Griechischer Großbuchstabe Omega mit Psili und Varia                       |
| U+1F6B (8043) | Ὣ               | Großbuchstabe                                    | links nach rechts         | GREEK CAPITAL LETTER OMEGA WITH DASIA AND VARIA                          | Griechischer Großbuchstabe Omega mit Dasia und Varia                       |
| U+1F6C (8044) | Ὤ               | Großbuchstabe                                    | links nach rechts         | GREEK CAPITAL LETTER OMEGA WITH PSILI AND OXIA                           | Griechischer Großbuchstabe Omega mit Psili und Oxia                        |
| U+1F6D (8045) | Ὥ               | Großbuchstabe                                    | links nach rechts         | GREEK CAPITAL LETTER OMEGA WITH DASIA AND OXIA                           | Griechischer Großbuchstabe Omega mit Dasia und Oxia                        |
| U+1F6E (8046) | Ὦ               | Großbuchstabe                                    | links nach rechts         | GREEK CAPITAL LETTER OMEGA WITH PSILI AND PERISPOMENI                    | Griechischer Großbuchstabe Omega mit Psili und Perispomeni                 |
| U+1F6F (8047) | Ὧ               | Großbuchstabe                                    | links nach rechts         | GREEK CAPITAL LETTER OMEGA WITH DASIA AND PERISPOMENI                    | Griechischer Großbuchstabe Omega mit Dasia und Perispomeni                 |
| U+1F70 (8048) | ὰ               | Kleinbuchstabe                                   | links nach rechts         | GREEK SMALL LETTER ALPHA WITH VARIA                                      | Griechischer Kleinbuchstabe Alpha mit Varia                                |
| U+1F71 (8049) | ά               | Kleinbuchstabe                                   | links nach rechts         | GREEK SMALL LETTER ALPHA WITH OXIA                                       | Griechischer Kleinbuchstabe Alpha mit Oxia                                 |
| U+1F72 (8050) | ὲ               | Kleinbuchstabe                                   | links nach rechts         | GREEK SMALL LETTER EPSILON WITH VARIA                                    | Griechischer Kleinbuchstabe Epsilon mit Varia                              |
| U+1F73 (8051) | έ               | Kleinbuchstabe                                   | links nach rechts         | GREEK SMALL LETTER EPSILON WITH OXIA                                     | Griechischer Kleinbuchstabe Epsilon mit Oxia                               |
| U+1F74 (8052) | ὴ               | Kleinbuchstabe                                   | links nach rechts         | GREEK SMALL LETTER ETA WITH VARIA                                        | Griechischer Kleinbuchstabe Eta mit Varia                                  |
| U+1F75 (8053) | ή               | Kleinbuchstabe                                   | links nach rechts         | GREEK SMALL LETTER ETA WITH OXIA                                         | Griechischer Kleinbuchstabe Eta mit Oxia                                   |
| U+1F76 (8054) | ὶ               | Kleinbuchstabe                                   | links nach rechts         | GREEK SMALL LETTER IOTA WITH VARIA                                       | Griechischer Kleinbuchstabe Iota mit Varia                                 |
| U+1F77 (8055) | ί               | Kleinbuchstabe                                   | links nach rechts         | GREEK SMALL LETTER IOTA WITH OXIA                                        | Griechischer Kleinbuchstabe Iota mit Oxia                                  |
| U+1F78 (8056) | ὸ               | Kleinbuchstabe                                   | links nach rechts         | GREEK SMALL LETTER OMICRON WITH VARIA                                    | Griechischer Kleinbuchstabe Omikron mit Varia                              |
| U+1F79 (8057) | ό               | Kleinbuchstabe                                   | links nach rechts         | GREEK SMALL LETTER OMICRON WITH OXIA                                     | Griechischer Kleinbuchstabe Omikron mit Oxia                               |
| U+1F7A (8058) | ὺ               | Kleinbuchstabe                                   | links nach rechts         | GREEK SMALL LETTER UPSILON WITH VARIA                                    | Griechischer Kleinbuchstabe Ypsilon mit Varia                              |
| U+1F7B (8059) | ύ               | Kleinbuchstabe                                   | links nach rechts         | GREEK SMALL LETTER UPSILON WITH OXIA                                     | Griechischer Kleinbuchstabe Ypsilon mit Oxia                               |
| U+1F7C (8060) | ὼ               | Kleinbuchstabe                                   | links nach rechts         | GREEK SMALL LETTER OMEGA WITH VARIA                                      | Griechischer Kleinbuchstabe Omega mit Varia                                |
| U+1F7D (8061) | ώ               | Kleinbuchstabe                                   | links nach rechts         | GREEK SMALL LETTER OMEGA WITH OXIA                                       | Griechischer Kleinbuchstabe Omega mit Oxia                                 |
| U+1F80 (8064) | ᾀ               | Kleinbuchstabe                                   | links nach rechts         | GREEK SMALL LETTER ALPHA WITH PSILI AND YPOGEGRAMMENI                    | Griechischer Kleinbuchstabe Alpha mit Psili und Ypogegrammeni              |
| U+1F81 (8065) | ᾁ               | Kleinbuchstabe                                   | links nach rechts         | GREEK SMALL LETTER ALPHA WITH DASIA AND YPOGEGRAMMENI                    | Griechischer Kleinbuchstabe Alpha mit Dasia und Ypogegrammeni              |
| U+1F82 (8066) | ᾂ               | Kleinbuchstabe                                   | links nach rechts         | GREEK SMALL LETTER ALPHA WITH PSILI AND VARIA AND YPOGEGRAMMENI          | Griechischer Kleinbuchstabe Alpha mit Psili, Varia und Ypogegrammeni       |
| U+1F83 (8067) | ᾃ               | Kleinbuchstabe                                   | links nach rechts         | GREEK SMALL LETTER ALPHA WITH DASIA AND VARIA AND YPOGEGRAMMENI          | Griechischer Kleinbuchstabe Alpha mit Dasia, Varia und Ypogegrammeni       |
| U+1F84 (8068) | ᾄ               | Kleinbuchstabe                                   | links nach rechts         | GREEK SMALL LETTER ALPHA WITH PSILI AND OXIA AND YPOGEGRAMMENI           | Griechischer Kleinbuchstabe Alpha mit Psili, Oxia und Ypogegrammeni        |
| U+1F85 (8069) | ᾅ               | Kleinbuchstabe                                   | links nach rechts         | GREEK SMALL LETTER ALPHA WITH DASIA AND OXIA AND YPOGEGRAMMENI           | Griechischer Kleinbuchstabe Alpha mit Dasia, Oxia und Ypogegrammeni        |
| U+1F86 (8070) | ᾆ               | Kleinbuchstabe                                   | links nach rechts         | GREEK SMALL LETTER ALPHA WITH PSILI AND PERISPOMENI AND YPOGEGRAMMENI    | Griechischer Kleinbuchstabe Alpha mit Psili, Perispomeni und Ypogegrammeni |
| U+1F87 (8071) | ᾇ               | Kleinbuchstabe                                   | links nach rechts         | GREEK SMALL LETTER ALPHA WITH DASIA AND PERISPOMENI AND YPOGEGRAMMENI    | Griechischer Kleinbuchstabe Alpha mit Dasia, Perispomeni und Ypogegrammeni |
| U+1F88 (8072) | ᾈ               | Titelbuchstabe (Doppelbuchstabe, der erste groß) | links nach rechts         | GREEK CAPITAL LETTER ALPHA WITH PSILI AND PROSGEGRAMMENI                 | Griechischer Großbuchstabe Alpha mit Psili und Prosgegrammeni              |
| U+1F89 (8073) | ᾉ               | Titelbuchstabe (Doppelbuchstabe, der erste groß) | links nach rechts         | GREEK CAPITAL LETTER ALPHA WITH DASIA AND PROSGEGRAMMENI                 | Griechischer Großbuchstabe Alpha mit Dasia und Prosgegrammeni              |
| U+1F8A (8074) | ᾊ               | Titelbuchstabe (Doppelbuchstabe, der erste groß) | links nach rechts         | GREEK CAPITAL LETTER ALPHA WITH PSILI AND VARIA AND PROSGEGRAMMENI       | Griechischer Großbuchstabe Alpha mit Psili, Varia und Prosgegrammeni       |
| U+1F8B (8075) | ᾋ               | Titelbuchstabe (Doppelbuchstabe, der erste groß) | links nach rechts         | GREEK CAPITAL LETTER ALPHA WITH DASIA AND VARIA AND PROSGEGRAMMENI       | Griechischer Großbuchstabe Alpha mit Dasia, Varia und Prosgegrammeni       |
| U+1F8C (8076) | ᾌ               | Titelbuchstabe (Doppelbuchstabe, der erste groß) | links nach rechts         | GREEK CAPITAL LETTER ALPHA WITH PSILI AND OXIA AND PROSGEGRAMMENI        | Griechischer Großbuchstabe Alpha mit Psili, Oxia und Prosgegrammeni        |
| U+1F8D (8077) | ᾍ               | Titelbuchstabe (Doppelbuchstabe, der erste groß) | links nach rechts         | GREEK CAPITAL LETTER ALPHA WITH DASIA AND OXIA AND PROSGEGRAMMENI        | Griechischer Großbuchstabe Alpha mit Dasia, Oxia und Prosgegrammeni        |
| U+1F8E (8078) | ᾎ               | Titelbuchstabe (Doppelbuchstabe, der erste groß) | links nach rechts         | GREEK CAPITAL LETTER ALPHA WITH PSILI AND PERISPOMENI AND PROSGEGRAMMENI | Griechischer Großbuchstabe Alpha mit Psili, Perispomeni und Prosgegrammeni |
| U+1F8F (8079) | ᾏ               | Titelbuchstabe (Doppelbuchstabe, der erste groß) | links nach rechts         | GREEK CAPITAL LETTER ALPHA WITH DASIA AND PERISPOMENI AND PROSGEGRAMMENI | Griechischer Großbuchstabe Alpha mit Dasia, Perispomeni und Prosgegrammeni |
| U+1F90 (8080) | ᾐ               | Kleinbuchstabe                                   | links nach rechts         | GREEK SMALL LETTER ETA WITH PSILI AND YPOGEGRAMMENI                      | Griechischer Kleinbuchstabe Eta mit Psili und Ypogegrammeni                |
| U+1F91 (8081) | ᾑ               | Kleinbuchstabe                                   | links nach rechts         | GREEK SMALL LETTER ETA WITH DASIA AND YPOGEGRAMMENI                      | Griechischer Kleinbuchstabe Eta mit Dasia und Ypogegrammeni                |
| U+1F92 (8082) | ᾒ               | Kleinbuchstabe                                   | links nach rechts         | GREEK SMALL LETTER ETA WITH PSILI AND VARIA AND YPOGEGRAMMENI            | Griechischer Kleinbuchstabe Eta mit Psili, Varia und Ypogegrammeni         |
| U+1F93 (8083) | ᾓ               | Kleinbuchstabe                                   | links nach rechts         | GREEK SMALL LETTER ETA WITH DASIA AND VARIA AND YPOGEGRAMMENI            | Griechischer Kleinbuchstabe Eta mit Dasia, Varia und Ypogegrammeni         |
| U+1F94 (8084) | ᾔ               | Kleinbuchstabe                                   | links nach rechts         | GREEK SMALL LETTER ETA WITH PSILI AND OXIA AND YPOGEGRAMMENI             | Griechischer Kleinbuchstabe Eta mit Psili, Oxia und Ypogegrammeni          |
| U+1F95 (8085) | ᾕ               | Kleinbuchstabe                                   | links nach rechts         | GREEK SMALL LETTER ETA WITH DASIA AND OXIA AND YPOGEGRAMMENI             | Griechischer Kleinbuchstabe Eta mit Dasia, Oxia und Ypogegrammeni          |
| U+1F96 (8086) | ᾖ               | Kleinbuchstabe                                   | links nach rechts         | GREEK SMALL LETTER ETA WITH PSILI AND PERISPOMENI AND YPOGEGRAMMENI      | Griechischer Kleinbuchstabe Eta mit Psili, Perispomeni und Ypogegrammeni   |
| U+1F97 (8087) | ᾗ               | Kleinbuchstabe                                   | links nach rechts         | GREEK SMALL LETTER ETA WITH DASIA AND PERISPOMENI AND YPOGEGRAMMENI      | Griechischer Kleinbuchstabe Eta mit Dasia, Perispomeni und Ypogegrammeni   |
| U+1F98 (8088) | ᾘ               | Titelbuchstabe (Doppelbuchstabe, der erste groß) | links nach rechts         | GREEK CAPITAL LETTER ETA WITH PSILI AND PROSGEGRAMMENI                   | Griechischer Großbuchstabe Eta mit Psili und Prosgegrammeni                |
| U+1F99 (8089) | ᾙ               | Titelbuchstabe (Doppelbuchstabe, der erste groß) | links nach rechts         | GREEK CAPITAL LETTER ETA WITH DASIA AND PROSGEGRAMMENI                   | Griechischer Großbuchstabe Eta mit Dasia und Prosgegrammeni                |
| U+1F9A (8090) | ᾚ               | Titelbuchstabe (Doppelbuchstabe, der erste groß) | links nach rechts         | GREEK CAPITAL LETTER ETA WITH PSILI AND VARIA AND PROSGEGRAMMENI         | Griechischer Großbuchstabe Eta mit Psili, Varia und Prosgegrammeni         |
| U+1F9B (8091) | ᾛ               | Titelbuchstabe (Doppelbuchstabe, der erste groß) | links nach rechts         | GREEK CAPITAL LETTER ETA WITH DASIA AND VARIA AND PROSGEGRAMMENI         | Griechischer Großbuchstabe Eta mit Dasia, Varia und Prosgegrammeni         |
| U+1F9C (8092) | ᾜ               | Titelbuchstabe (Doppelbuchstabe, der erste groß) | links nach rechts         | GREEK CAPITAL LETTER ETA WITH PSILI AND OXIA AND PROSGEGRAMMENI          | Griechischer Großbuchstabe Eta mit Psili, Oxia und Prosgegrammeni          |
| U+1F9D (8093) | ᾝ               | Titelbuchstabe (Doppelbuchstabe, der erste groß) | links nach rechts         | GREEK CAPITAL LETTER ETA WITH DASIA AND OXIA AND PROSGEGRAMMENI          | Griechischer Großbuchstabe Eta mit Dasia, Oxia und Prosgegrammeni          |
| U+1F9E (8094) | ᾞ               | Titelbuchstabe (Doppelbuchstabe, der erste groß) | links nach rechts         | GREEK CAPITAL LETTER ETA WITH PSILI AND PERISPOMENI AND PROSGEGRAMMENI   | Griechischer Großbuchstabe Eta mit Psili, Perispomeni und Prosgegrammeni   |
| U+1F9F (8095) | ᾟ               | Titelbuchstabe (Doppelbuchstabe, der erste groß) | links nach rechts         | GREEK CAPITAL LETTER ETA WITH DASIA AND PERISPOMENI AND PROSGEGRAMMENI   | Griechischer Großbuchstabe Eta mit Dasia, Perispomeni und Prosgegrammeni   |
| U+1FA0 (8096) | ᾠ               | Kleinbuchstabe                                   | links nach rechts         | GREEK SMALL LETTER OMEGA WITH PSILI AND YPOGEGRAMMENI                    | Griechischer Kleinbuchstabe Omega mit Psili und Ypogegrammeni              |
| U+1FA1 (8097) | ᾡ               | Kleinbuchstabe                                   | links nach rechts         | GREEK SMALL LETTER OMEGA WITH DASIA AND YPOGEGRAMMENI                    | Griechischer Kleinbuchstabe Omega mit Dasia und Ypogegrammeni              |
| U+1FA2 (8098) | ᾢ               | Kleinbuchstabe                                   | links nach rechts         | GREEK SMALL LETTER OMEGA WITH PSILI AND VARIA AND YPOGEGRAMMENI          | Griechischer Kleinbuchstabe Omega mit Psili, Varia und Ypogegrammeni       |
| U+1FA3 (8099) | ᾣ               | Kleinbuchstabe                                   | links nach rechts         | GREEK SMALL LETTER OMEGA WITH DASIA AND VARIA AND YPOGEGRAMMENI          | Griechischer Kleinbuchstabe Omega mit Dasia, Varia und Ypogegrammeni       |
| U+1FA4 (8100) | ᾤ               | Kleinbuchstabe                                   | links nach rechts         | GREEK SMALL LETTER OMEGA WITH PSILI AND OXIA AND YPOGEGRAMMENI           | Griechischer Kleinbuchstabe Omega mit Psili, Oxia und Ypogegrammeni        |
| U+1FA5 (8101) | ᾥ               | Kleinbuchstabe                                   | links nach rechts         | GREEK SMALL LETTER OMEGA WITH DASIA AND OXIA AND YPOGEGRAMMENI           | Griechischer Kleinbuchstabe Omega mit Dasia, Oxia und Ypogegrammeni        |
| U+1FA6 (8102) | ᾦ               | Kleinbuchstabe                                   | links nach rechts         | GREEK SMALL LETTER OMEGA WITH PSILI AND PERISPOMENI AND YPOGEGRAMMENI    | Griechischer Kleinbuchstabe Omega mit Psili, Perispomeni und Ypogegrammeni |
| U+1FA7 (8103) | ᾧ               | Kleinbuchstabe                                   | links nach rechts         | GREEK SMALL LETTER OMEGA WITH DASIA AND PERISPOMENI AND YPOGEGRAMMENI    | Griechischer Kleinbuchstabe Omega mit Dasia, Perispomeni und Ypogegrammeni |
| U+1FA8 (8104) | ᾨ               | Titelbuchstabe (Doppelbuchstabe, der erste groß) | links nach rechts         | GREEK CAPITAL LETTER OMEGA WITH PSILI AND PROSGEGRAMMENI                 | Griechischer Großbuchstabe Omega mit Psili und Prosgegrammeni              |
| U+1FA9 (8105) | ᾩ               | Titelbuchstabe (Doppelbuchstabe, der erste groß) | links nach rechts         | GREEK CAPITAL LETTER OMEGA WITH DASIA AND PROSGEGRAMMENI                 | Griechischer Großbuchstabe Omega mit Dasia und Prosgegrammeni              |
| U+1FAA (8106) | ᾪ               | Titelbuchstabe (Doppelbuchstabe, der erste groß) | links nach rechts         | GREEK CAPITAL LETTER OMEGA WITH PSILI AND VARIA AND PROSGEGRAMMENI       | Griechischer Großbuchstabe Omega mit Psili, Varia und Prosgegrammeni       |
| U+1FAB (8107) | ᾫ               | Titelbuchstabe (Doppelbuchstabe, der erste groß) | links nach rechts         | GREEK CAPITAL LETTER OMEGA WITH DASIA AND VARIA AND PROSGEGRAMMENI       | Griechischer Großbuchstabe Omega mit Dasia, Varia und Prosgegrammeni       |
| U+1FAC (8108) | ᾬ               | Titelbuchstabe (Doppelbuchstabe, der erste groß) | links nach rechts         | GREEK CAPITAL LETTER OMEGA WITH PSILI AND OXIA AND PROSGEGRAMMENI        | Griechischer Großbuchstabe Omega mit Psili, Oxia und Prosgegrammeni        |
| U+1FAD (8109) | ᾭ               | Titelbuchstabe (Doppelbuchstabe, der erste groß) | links nach rechts         | GREEK CAPITAL LETTER OMEGA WITH DASIA AND OXIA AND PROSGEGRAMMENI        | Griechischer Großbuchstabe Omega mit Dasia, Oxia und Prosgegrammeni        |
| U+1FAE (8110) | ᾮ               | Titelbuchstabe (Doppelbuchstabe, der erste groß) | links nach rechts         | GREEK CAPITAL LETTER OMEGA WITH PSILI AND PERISPOMENI AND PROSGEGRAMMENI | Griechischer Großbuchstabe Omega mit Psili, Perispomeni und Prosgegrammeni |
| U+1FAF (8111) | ᾯ               | Titelbuchstabe (Doppelbuchstabe, der erste groß) | links nach rechts         | GREEK CAPITAL LETTER OMEGA WITH DASIA AND PERISPOMENI AND PROSGEGRAMMENI | Griechischer Großbuchstabe Omega mit Dasia, Perispomeni und Prosgegrammeni |
| U+1FB0 (8112) | ᾰ               | Kleinbuchstabe                                   | links nach rechts         | GREEK SMALL LETTER ALPHA WITH VRACHY                                     | Griechischer Kleinbuchstabe Alpha mit Vrachy                               |
| U+1FB1 (8113) | ᾱ               | Kleinbuchstabe                                   | links nach rechts         | GREEK SMALL LETTER ALPHA WITH MACRON                                     | Griechischer Kleinbuchstabe Alpha mit Makron                               |
| U+1FB2 (8114) | ᾲ               | Kleinbuchstabe                                   | links nach rechts         | GREEK SMALL LETTER ALPHA WITH VARIA AND YPOGEGRAMMENI                    | Griechischer Kleinbuchstabe Alpha mit Varia und Ypogegrammeni              |
| U+1FB3 (8115) | ᾳ               | Kleinbuchstabe                                   | links nach rechts         | GREEK SMALL LETTER ALPHA WITH YPOGEGRAMMENI                              | Griechischer Kleinbuchstabe Alpha mit Ypogegrammeni                        |
| U+1FB4 (8116) | ᾴ               | Kleinbuchstabe                                   | links nach rechts         | GREEK SMALL LETTER ALPHA WITH OXIA AND YPOGEGRAMMENI                     | Griechischer Kleinbuchstabe Alpha mit Oxia und Ypogegrammeni               |
| U+1FB6 (8118) | ᾶ               | Kleinbuchstabe                                   | links nach rechts         | GREEK SMALL LETTER ALPHA WITH PERISPOMENI                                | Griechischer Kleinbuchstabe Alpha mit Perispomeni                          |
| U+1FB7 (8119) | ᾷ               | Kleinbuchstabe                                   | links nach rechts         | GREEK SMALL LETTER ALPHA WITH PERISPOMENI AND YPOGEGRAMMENI              | Griechischer Kleinbuchstabe Alpha mit Perispomeni und Ypogegrammeni        |
| U+1FB8 (8120) | Ᾰ               | Großbuchstabe                                    | links nach rechts         | GREEK CAPITAL LETTER ALPHA WITH VRACHY                                   | Griechischer Großbuchstabe Alpha mit Vrachy                                |
| U+1FB9 (8121) | Ᾱ               | Großbuchstabe                                    | links nach rechts         | GREEK CAPITAL LETTER ALPHA WITH MACRON                                   | Griechischer Großbuchstabe Alpha mit Makron                                |
| U+1FBA (8122) | Ὰ               | Großbuchstabe                                    | links nach rechts         | GREEK CAPITAL LETTER ALPHA WITH VARIA                                    | Griechischer Großbuchstabe Alpha mit Varia                                 |
| U+1FBB (8123) | Ά               | Großbuchstabe                                    | links nach rechts         | GREEK CAPITAL LETTER ALPHA WITH OXIA                                     | Griechischer Großbuchstabe Alpha mit Oxia                                  |
| U+1FBC (8124) | ᾼ               | Titelbuchstabe (Doppelbuchstabe, der erste groß) | links nach rechts         | GREEK CAPITAL LETTER ALPHA WITH PROSGEGRAMMENI                           | Griechischer Großbuchstabe Alpha mit Prosgegrammeni                        |
| U+1FBD (8125) | ᾽               | modifizierendes Symbol                           | anderes neutrales Zeichen | GREEK KORONIS                                                            | Griechische Koronis                                                        |
| U+1FBE (8126) | ι               | Kleinbuchstabe                                   | links nach rechts         | GREEK PROSGEGRAMMENI                                                     | Griechischer Prosgegrammeni                                                |
| U+1FBF (8127) | ᾿               | modifizierendes Symbol                           | anderes neutrales Zeichen | GREEK PSILI                                                              | Griechischer Psili                                                         |
| U+1FC0 (8128) | ῀               | modifizierendes Symbol                           | anderes neutrales Zeichen | GREEK PERISPOMENI                                                        | Griechischer Perispomeni                                                   |
| U+1FC1 (8129) | ῁               | modifizierendes Symbol                           | anderes neutrales Zeichen | GREEK DIALYTIKA AND PERISPOMENI                                          | Griechisches Dialytika und Perispomeni                                     |
| U+1FC2 (8130) | ῂ               | Kleinbuchstabe                                   | links nach rechts         | GREEK SMALL LETTER ETA WITH VARIA AND YPOGEGRAMMENI                      | Griechischer Kleinbuchstabe Eta mit Varia und Ypogegrammeni                |
| U+1FC3 (8131) | ῃ               | Kleinbuchstabe                                   | links nach rechts         | GREEK SMALL LETTER ETA WITH YPOGEGRAMMENI                                | Griechischer Kleinbuchstabe Eta mit Ypogegrammeni                          |
| U+1FC4 (8132) | ῄ               | Kleinbuchstabe                                   | links nach rechts         | GREEK SMALL LETTER ETA WITH OXIA AND YPOGEGRAMMENI                       | Griechischer Kleinbuchstabe Eta mit Oxia und Ypogegrammeni                 |
| U+1FC6 (8134) | ῆ               | Kleinbuchstabe                                   | links nach rechts         | GREEK SMALL LETTER ETA WITH PERISPOMENI                                  | Griechischer Kleinbuchstabe Eta mit Perispomeni                            |
| U+1FC7 (8135) | ῇ               | Kleinbuchstabe                                   | links nach rechts         | GREEK SMALL LETTER ETA WITH PERISPOMENI AND YPOGEGRAMMENI                | Griechischer Kleinbuchstabe Eta mit Perispomeni und Ypogegrammeni          |
| U+1FC8 (8136) | Ὲ               | Großbuchstabe                                    | links nach rechts         | GREEK CAPITAL LETTER EPSILON WITH VARIA                                  | Griechischer Großbuchstabe Epsilon mit Varia                               |
| U+1FC9 (8137) | Έ               | Großbuchstabe                                    | links nach rechts         | GREEK CAPITAL LETTER EPSILON WITH OXIA                                   | Griechischer Großbuchstabe Epsilon mit Oxia                                |
| U+1FCA (8138) | Ὴ               | Großbuchstabe                                    | links nach rechts         | GREEK CAPITAL LETTER ETA WITH VARIA                                      | Griechischer Großbuchstabe Eta mit Varia                                   |
| U+1FCB (8139) | Ή               | Großbuchstabe                                    | links nach rechts         | GREEK CAPITAL LETTER ETA WITH OXIA                                       | Griechischer Großbuchstabe Eta mit Oxia                                    |
| U+1FCC (8140) | ῌ               | Titelbuchstabe (Doppelbuchstabe, der erste groß) | links nach rechts         | GREEK CAPITAL LETTER ETA WITH PROSGEGRAMMENI                             | Griechischer Großbuchstabe Eta mit Prosgegrammeni                          |
| U+1FCD (8141) | ῍               | modifizierendes Symbol                           | anderes neutrales Zeichen | GREEK PSILI AND VARIA                                                    | Griechischer Psili und Varia                                               |
| U+1FCE (8142) | ῎               | modifizierendes Symbol                           | anderes neutrales Zeichen | GREEK PSILI AND OXIA                                                     | Griechischer Psili und Oxia                                                |
| U+1FCF (8143) | ῏               | modifizierendes Symbol                           | anderes neutrales Zeichen | GREEK PSILI AND PERISPOMENI                                              | Griechischer Psili und Perispomeni                                         |
| U+1FD0 (8144) | ῐ               | Kleinbuchstabe                                   | links nach rechts         | GREEK SMALL LETTER IOTA WITH VRACHY                                      | Griechischer Kleinbuchstabe Iota mit Vrachy                                |
| U+1FD1 (8145) | ῑ               | Kleinbuchstabe                                   | links nach rechts         | GREEK SMALL LETTER IOTA WITH MACRON                                      | Griechischer Kleinbuchstabe Iota mit Makron                                |
| U+1FD2 (8146) | ῒ               | Kleinbuchstabe                                   | links nach rechts         | GREEK SMALL LETTER IOTA WITH DIALYTIKA AND VARIA                         | Griechischer Kleinbuchstabe Iota mit Dialytika und Varia                   |
| U+1FD3 (8147) | ΐ               | Kleinbuchstabe                                   | links nach rechts         | GREEK SMALL LETTER IOTA WITH DIALYTIKA AND OXIA                          | Griechischer Kleinbuchstabe Iota mit Dialytika und Oxia                    |
| U+1FD6 (8150) | ῖ               | Kleinbuchstabe                                   | links nach rechts         | GREEK SMALL LETTER IOTA WITH PERISPOMENI                                 | Griechischer Kleinbuchstabe Iota mit Perispomeni                           |
| U+1FD7 (8151) | ῗ               | Kleinbuchstabe                                   | links nach rechts         | GREEK SMALL LETTER IOTA WITH DIALYTIKA AND PERISPOMENI                   | Griechischer Kleinbuchstabe Iota mit Dialytika und Perispomeni             |
| U+1FD8 (8152) | Ῐ               | Großbuchstabe                                    | links nach rechts         | GREEK CAPITAL LETTER IOTA WITH VRACHY                                    | Griechischer Großbuchstabe Iota mit Vrachy                                 |
| U+1FD9 (8153) | Ῑ               | Großbuchstabe                                    | links nach rechts         | GREEK CAPITAL LETTER IOTA WITH MACRON                                    | Griechischer Großbuchstabe Iota mit Makron                                 |
| U+1FDA (8154) | Ὶ               | Großbuchstabe                                    | links nach rechts         | GREEK CAPITAL LETTER IOTA WITH VARIA                                     | Griechischer Großbuchstabe Iota mit Varia                                  |
| U+1FDB (8155) | Ί               | Großbuchstabe                                    | links nach rechts         | GREEK CAPITAL LETTER IOTA WITH OXIA                                      | Griechischer Großbuchstabe Iota mit Oxia                                   |
| U+1FDD (8157) | ῝               | modifizierendes Symbol                           | anderes neutrales Zeichen | GREEK DASIA AND VARIA                                                    | Griechischer Dasia und Varia                                               |
| U+1FDE (8158) | ῞               | modifizierendes Symbol                           | anderes neutrales Zeichen | GREEK DASIA AND OXIA                                                     | Griechischer Dasia und Oxia                                                |
| U+1FDF (8159) | ῟               | modifizierendes Symbol                           | anderes neutrales Zeichen | GREEK DASIA AND PERISPOMENI                                              | Griechischer Dasia und Perispomeni                                         |
| U+1FE0 (8160) | ῠ               | Kleinbuchstabe                                   | links nach rechts         | GREEK SMALL LETTER UPSILON WITH VRACHY                                   | Griechischer Kleinbuchstabe Ypsilon mit Vrachy                             |
| U+1FE1 (8161) | ῡ               | Kleinbuchstabe                                   | links nach rechts         | GREEK SMALL LETTER UPSILON WITH MACRON                                   | Griechischer Kleinbuchstabe Ypsilon mit Makron                             |
| U+1FE2 (8162) | ῢ               | Kleinbuchstabe                                   | links nach rechts         | GREEK SMALL LETTER UPSILON WITH DIALYTIKA AND VARIA                      | Griechischer Kleinbuchstabe Ypsilon mit Dialytika und Varia                |
| U+1FE3 (8163) | ΰ               | Kleinbuchstabe                                   | links nach rechts         | GREEK SMALL LETTER UPSILON WITH DIALYTIKA AND OXIA                       | Griechischer Kleinbuchstabe Ypsilon mit Dialytika und Oxia                 |
| U+1FE4 (8164) | ῤ               | Kleinbuchstabe                                   | links nach rechts         | GREEK SMALL LETTER RHO WITH PSILI                                        | Griechischer Kleinbuchstabe Rho mit Psili                                  |
| U+1FE5 (8165) | ῥ               | Kleinbuchstabe                                   | links nach rechts         | GREEK SMALL LETTER RHO WITH DASIA                                        | Griechischer Kleinbuchstabe Rho mit Dasia                                  |
| U+1FE6 (8166) | ῦ               | Kleinbuchstabe                                   | links nach rechts         | GREEK SMALL LETTER UPSILON WITH PERISPOMENI                              | Griechischer Kleinbuchstabe Ypsilon mit Perispomeni                        |
| U+1FE7 (8167) | ῧ               | Kleinbuchstabe                                   | links nach rechts         | GREEK SMALL LETTER UPSILON WITH DIALYTIKA AND PERISPOMENI                | Griechischer Kleinbuchstabe Ypsilon mit Dialytika und Perispomeni          |
| U+1FE8 (8168) | Ῠ               | Großbuchstabe                                    | links nach rechts         | GREEK CAPITAL LETTER UPSILON WITH VRACHY                                 | Griechischer Großbuchstabe Ypsilon mit Vrachy                              |
| U+1FE9 (8169) | Ῡ               | Großbuchstabe                                    | links nach rechts         | GREEK CAPITAL LETTER UPSILON WITH MACRON                                 | Griechischer Großbuchstabe Ypsilon mit Makron                              |
| U+1FEA (8170) | Ὺ               | Großbuchstabe                                    | links nach rechts         | GREEK CAPITAL LETTER UPSILON WITH VARIA                                  | Griechischer Großbuchstabe Ypsilon mit Varia                               |
| U+1FEB (8171) | Ύ               | Großbuchstabe                                    | links nach rechts         | GREEK CAPITAL LETTER UPSILON WITH OXIA                                   | Griechischer Großbuchstabe Ypsilon mit Oxia                                |
| U+1FEC (8172) | Ῥ               | Großbuchstabe                                    | links nach rechts         | GREEK CAPITAL LETTER RHO WITH DASIA                                      | Griechischer Großbuchstabe Rho mit Dasia                                   |
| U+1FED (8173) | ῭               | modifizierendes Symbol                           | anderes neutrales Zeichen | GREEK DIALYTIKA AND VARIA                                                | Griechisches Dialytika und Varia                                           |
| U+1FEE (8174) | ΅               | modifizierendes Symbol                           | anderes neutrales Zeichen | GREEK DIALYTIKA AND OXIA                                                 | Griechisches Dialytika und Oxia                                            |
| U+1FEF (8175) | `               | modifizierendes Symbol                           | anderes neutrales Zeichen | GREEK VARIA                                                              | Griechisches Varia                                                         |
| U+1FF2 (8178) | ῲ               | Kleinbuchstabe                                   | links nach rechts         | GREEK SMALL LETTER OMEGA WITH VARIA AND YPOGEGRAMMENI                    | Griechischer Kleinbuchstabe Omega mit Varia und Ypogegrammeni              |
| U+1FF3 (8179) | ῳ               | Kleinbuchstabe                                   | links nach rechts         | GREEK SMALL LETTER OMEGA WITH YPOGEGRAMMENI                              | Griechischer Kleinbuchstabe Omega mit Ypogegrammeni                        |
| U+1FF4 (8180) | ῴ               | Kleinbuchstabe                                   | links nach rechts         | GREEK SMALL LETTER OMEGA WITH OXIA AND YPOGEGRAMMENI                     | Griechischer Kleinbuchstabe Omega mit Oxia und Ypogegrammeni               |
| U+1FF6 (8182) | ῶ               | Kleinbuchstabe                                   | links nach rechts         | GREEK SMALL LETTER OMEGA WITH PERISPOMENI                                | Griechischer Kleinbuchstabe Omega mit Perispomeni                          |
| U+1FF7 (8183) | ῷ               | Kleinbuchstabe                                   | links nach rechts         | GREEK SMALL LETTER OMEGA WITH PERISPOMENI AND YPOGEGRAMMENI              | Griechischer Kleinbuchstabe Omega mit Perispomeni und Ypogegrammeni        |
| U+1FF8 (8184) | Ὸ               | Großbuchstabe                                    | links nach rechts         | GREEK CAPITAL LETTER OMICRON WITH VARIA                                  | Griechischer Großbuchstabe Omikron mit Varia                               |
| U+1FF9 (8185) | Ό               | Großbuchstabe                                    | links nach rechts         | GREEK CAPITAL LETTER OMICRON WITH OXIA                                   | Griechischer Großbuchstabe Omikron mit Oxia                                |
| U+1FFA (8186) | Ὼ               | Großbuchstabe                                    | links nach rechts         | GREEK CAPITAL LETTER OMEGA WITH VARIA                                    | Griechischer Großbuchstabe Omega mit Varia                                 |
| U+1FFB (8187) | Ώ               | Großbuchstabe                                    | links nach rechts         | GREEK CAPITAL LETTER OMEGA WITH OXIA                                     | Griechischer Großbuchstabe Omega mit Oxia                                  |
| U+1FFC (8188) | ῼ               | Titelbuchstabe (Doppelbuchstabe, der erste groß) | links nach rechts         | GREEK CAPITAL LETTER OMEGA WITH PROSGEGRAMMENI                           | Griechischer Großbuchstabe Omega mit Prosgegrammeni                        |
| U+1FFD (8189) | ´               | modifizierendes Symbol                           | anderes neutrales Zeichen | GREEK OXIA                                                               | Griechisches Oxia                                                          |
| U+1FFE (8190) | ῾               | modifizierendes Symbol                           | anderes neutrales Zeichen | GREEK DASIA                                                              | Griechisches Dasia                                                         |